# ریوجی تابوچی
ریوجی تابوچی (انگلیسی: Ryuji Tabuchi؛ زادهٔ ۱۶ فوریهٔ ۱۹۷۳) بازیکن فوتبال اهل ژاپن است.
از باشگاه‌هایی که در آن بازی کرده‌است می‌توان به باشگاه فوتبال کونسادول ساپورو و باشگاه فوتبال ویسل کوبه اشاره کرد.